# Philadelphus pekinensis
Philadelphus pekinensis är en hortensiaväxtart som beskrevs av Franz Josef Ivanovich Ruprecht. Philadelphus pekinensis ingår i släktet schersminer, och familjen hortensiaväxter. Inga underarter finns listade i Catalogue of Life.

## Bildgalleri

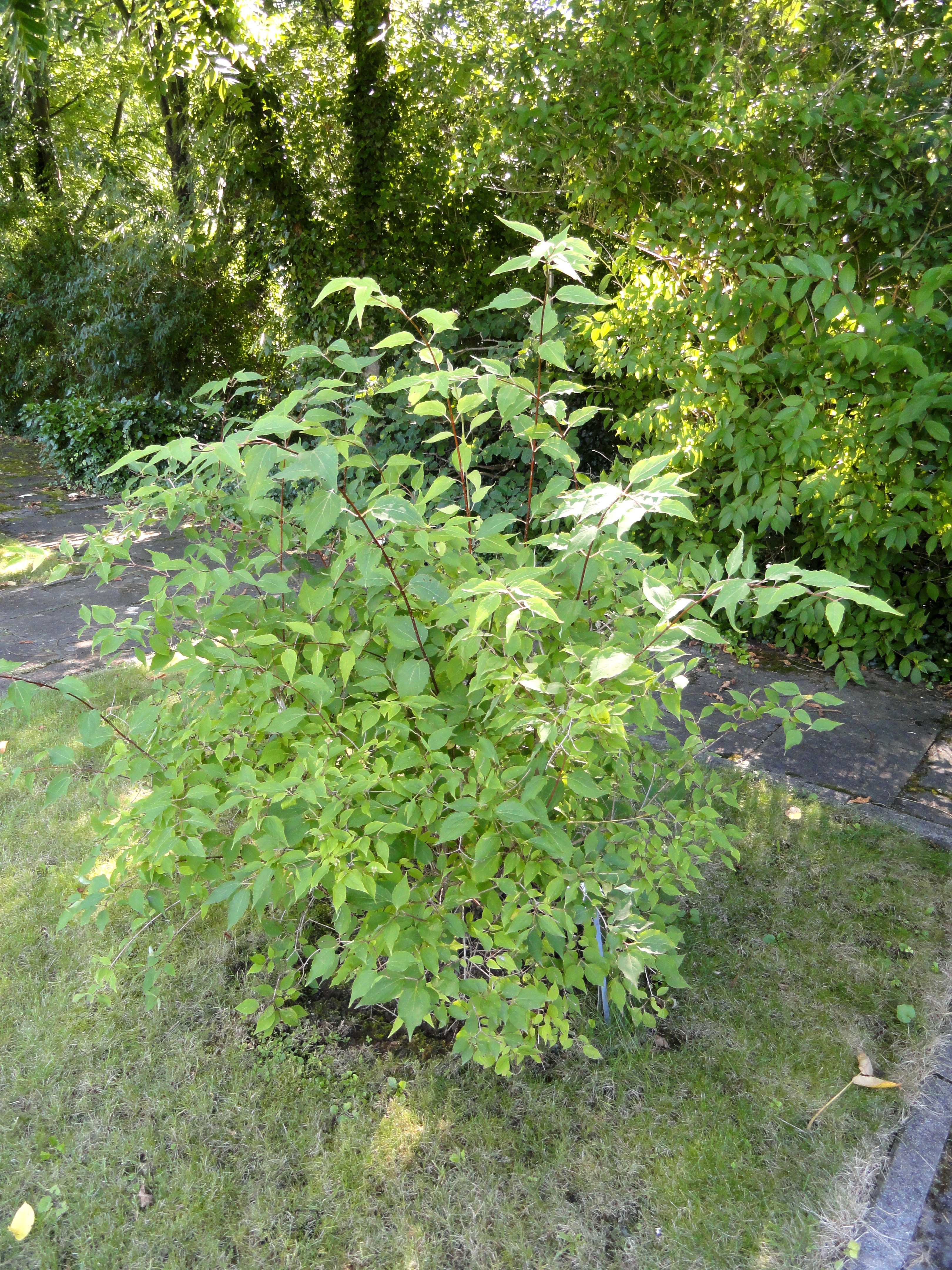